# Porcja (wojsko)
Porcja – jednostka obrachunkowa żołdu w armii Rzeczypospolitej w XVI–XVIII wieku.
Za pomocą liczby porcji określane były etaty osobowe w oddziałach należących do autoramentu cudzoziemskiego. Szeregowcy (zwani wówczas gemajnami) otrzymywali po jednej porcji, natomiast podoficerowie i oficerowie w zależności od stopnia kilka lub kilkanaście, a w XVIII wieku nawet kilkadziesiąt porcji. 
Porcje oficerskie i podoficerskie zwane były ślepymi – zwykle w przypadku żołdu wynoszącego 4 porcje, 3 porcje były porcjami ślepymi. W XVII wieku liczba porcji ślepych wynosiła od 10% do nawet 25% stanu etatowego, a w XVIII wieku dochodziła nawet do 50%. Stąd siły zbrojne dla których Sejm niemy ustalił 24 tysiące porcji (18 tysięcy koronne i 6 tysięcy litewskie) liczyły dwukrotnie mniej żołnierzy.
Kwartalny żołd gemajna w wojsku kwarcianym wynosił 5 złotych a w zaciągach doraźnych 6 złotych.